# Francesco Capriani
Francesco Capriani da Volterra, genannt Il Volterra oder Francesco da Volterra (* 1535 in Volterra; † 15. Februar 1594 in Rom), war ein italienischer Architekt und Bildhauer des Barock.

## Leben
Francesco Capriani wurde als Sohn von Giovanni Andrea im ersten Jahrzehnt des 16. Jahrhunderts in Volterra geboren. Seine Bekanntheit beruht auf seinen Werken in Rom.
Bis 1565 ist über sein Leben nicht bekannt. Sein Name taucht 1565 zum ersten Mal auf der Lohnliste des Grafen von Guastalla, Cesare I. Gonzaga, auf. Capriani renovierte zwischen 1565 und 1576 für Cesare Gonzaga in Guastalla den Herzogspalast und baute die Kirchen San Pietro (1566–1575), von der das Innere erhalten geblieben ist, und die Kirche der Serviten (1569–1576). Während seines Aufenthaltes in Mantua und Guastalla lernte er Diana Scultori, Tochter von Giovan Battista, kennen und heiratete sie in einem unbekannten Jahr. Diana war für ihre Gravurkunst sehr geschätzt und gilt allgemein als die erste Frau, die das päpstliche Privileg erhielt, ihr eigenes Kunstwerk herzustellen und mit ihrem eigenen Namen zu unterzeichnen und zu vermarkten. Sie signierte ihre Stiche mit dem Namen Diana Mantovana oder"Diana Mantuana, Civis Volaterana. Am 2. September 1578 wurde ihr Sohn Giovanni Battista in der Kirche San Agostino in Rom getauft.
1570 zogen Francesco Capriani und Diana nach Rom. Dort begann Capriani seine Karriere bei Kardinal d'Este. Es sind Zahlungen von d'Este für Bildhauer- und Dekorationsarbeiten sowohl im Tivoli als auch im Quirinal belegt. Unter anderem arbeitete er auch an der Erhöhung der Kirche Santa Maria dell’Orto. 1574 erhielt er den Auftrag, die Decke in der Kathedrale von Volterra zu entwerfen. Diese Arbeiten dauerten 10 Jahre und er musste während dieser Zeit immer wieder nach Volterra reisen. Capriani wurde auch immer wieder von Kardinal Enrico Caetani mit Arbeiten beauftragt, z. B. mit dem Entwurf des Palazzo dell'Orso in Rom. In einem undatierten Brief beklagt sich der Kardinal, das Capriani Rom ständig verlassen habe, ohne sich um die laufenden Arbeiten zu kümmern, und bezieht sich damit wahrscheinlich auf diese Jahre. Im Auftrag von Kardinal Caetani entwarf er das Grabdenkmal für Kardinal Niccolò Caetani di Sermoneta in der Basilika von Loretto mit Skulpturen von Giambattista della Porta und Antonio Calcagni. Er ersetzte damit das Projekt von Giovanni Boccalini, das den Auftraggeber nicht zufrieden gestellt hatte. Als der von Papst Sixtus V. zum Kardinal ernannte Enrico Caetani die Titularkirche Santa Pudenziana erhielt, beschloss er, diese zu restaurieren, und beauftragte damit Capriani.
Aus den Jahren 1576–1577 stammen die Arbeiten für die zweite Ordnung der Fassade von Santa Maria dell'Orto und 1575–1579 einige Werke für die Confraternita dei Bergamaschi. Die ab 1582 entworfenen römischen Werke weisen eine prägnanten Charakteristik auf. Ab 1582 scheint er am Bau der Fassade von Santa Maria in Monserrato beteiligt gewesen zu sein. Von 1583 bis 1591 arbeitete er an der Fassade von Santa Maria in Aquiro und baute auch das Innere um.
Capriani wurde 1578 am päpstlichen Hof zum Prokurator der Stadt Guastalla gewählt. Capriani hoffte für den kleineren Hof der Gonzagas in Guastalla die Verwalterrolle übernehmen zu können. Die Verhandlungen scheiterten und Capriani musste im Rom der Gegenreformation bleiben.
Zwischen 1582 und 1584 vergrößerte er das Krankenhaus von San Giacomo im Auftrag von Kardinal Salviati. Als sein größtes Werk gilt die Kirche San Giacomo in Augusta mit elliptischem Grundriss. Der Bau wurde 1592 begonnen und nach seinem Tod von Maderno fertiggestellt, der der Erbe aller von Capriani begonnenen Arbeiten zu sein scheint.
Ab 1585 arbeitete Capriani auch im Kloster und in der Kirche Santa Maria in Via. Er konnte jedoch nur die Grundstruktur festlegen. Nach seinem Tod wurde der Bau von Carlo Lombardi fortgeführt.
1588 wurde Capriani für einen Entwurf für das französische Pilgerhospiz San Luigi dei Francesi bezahlt. Der Bau erfolgte um 1600 von Maderno. Unter der Leitung von Kardinal Alfonso Gesualdo war Capriani zwischen 1591 und 1593 Verantwortlicher für den Bau des nach den Plänen des Theatiners Francesco Grimaldi und von Della Porta überarbeiteten Kirchenschiffs und der ersten vier Kapellen von Sant’Andrea della Valle.
Bei zivilen Bauten scheint Capriani weit weniger auf. Im Jahr 1591 begann er mit dem Bau des Palastes für Kardinal Scipione Lancellotti und 1592 mit den Arbeiten am Palast von Alessandro Cardelli. Zu den kleineren Werken Caprianis gehören die Renovierung eines Hauses in der Via del Pantheon und ein Brunnen für Kardinal Santoro auf der Piazza Montecitorio.
Capriani starb am 15. Februar 1594 in Rom.